# Naso caeruleacauda
Naso caeruleacauda är en fiskart som beskrevs av Randall, 1994. Naso caeruleacauda ingår i släktet Naso och familjen Acanthuridae. IUCN kategoriserar arten globalt som livskraftig. Inga underarter finns listade i Catalogue of Life.